# Інтернет в Білорусі
Інтернет в Білорусі — національний сегмент Інтернету сукупність інформаційних мереж, систем, ресурсів, підключених до Інтернету, розташованих на території Республіки Білорусь і/або з використанням ієрархічних назв національного сегмента Інтернету.

## Основні параметри
Національним доменом верхнього рівня для Білорусі є — .by.

## Історія

### Протести в Білорусі (2020)
9 серпня 2020 року під час президентських виборів інтернет-користувачі поскаржилися на збої у всесвітній мережі. Влада звинувачує DDoS-атаки з-за кордону в збоях у роботі Інтернету, але незалежні фахівці вважають, що держава з монополією на зовнішні комунікації, швидше за все, буде використовувати технологію DPI (Deep Packet Inspection). Безперешкодний доступ до Інтернету почав відновлюватися вранці 12 серпня. У наступні дні влада неодноразово відключала доступ до Інтернету повністю або лише для мобільних операторів на короткий час; мобільні оператори визнали, що доступ був обмежений на вимогу влади. У вересні 2020 року американська компанія Sandvine визнала, що її стороннє модифіковане програмне забезпечення, встановлене в Національному центрі обміну трафіком, використовувалося для блокування доступу до мережі.